# 赫倫 (荷蘭)
赫倫（荷兰语：Geleen，荷蘭語發音：[ɣəˈleːn]）是荷蘭的城市和旧市镇，位於該國東南部，由林堡省負責管轄，毗鄰與比利時和德國接壤的邊境，該鎮在十九世紀前是小村落，海拔高度60米，2006年人口32,790。
2001年，赫伦与锡塔德和博伦（Born）合并为新市镇“锡塔德-赫伦”。
50°58′N 5°50′E / 50.967°N 5.833°E